# Demografía de Cuba
La República de Cuba tiene una población de 11 167 325 habitantes en 2012, según la Oficina Nacional de Estadística e Información (ONEI), organismo estatal encargado de llevar los datos demográficos cubanos. Se trata del país más poblado del Caribe insular; sin embargo, su densidad de población (101.6 hab/km² según ONEI 2012) es menor que la de Haití, República Dominicana o Puerto Rico. Se observan elevados indicadores sociales con respecto a los demás países de Iberoamérica, como la esperanza de vida, el índice de alfabetización y baja mortalidad infantil, pobreza, pobreza extrema y desempleo. Ocupa la posición 64 entre los 178 países evaluados por el índice de desempeño ambiental y la posición 72 de 189 países en el índice de desarrollo humano en 2019.
La población cubana actual es el resultado de un proceso de mestizaje de las diferentes etnias y culturas inmigrantes, debido a que la mayor parte de la población indígena resultó diezmada. Las mayores fuentes de la inmigración hacia Cuba, están en Europa, en concreto en España, y en el África occidental y central, concretamente en el Congo, Guinea, etc. La inmigración china constituyó otra fuente de la nacionalidad cubana, aunque en menor grado.

## Población

### Población total
11,181,595 (2020)

10 885 341 (2021)
                                10 428 733 (2022)

10 055 968 (2023)

09 748 532 (2024)

### Proyecciones
- Año 2030: 11 142 328
- Año 2040: 10 764 750
- Año 2050: 10 162 395
- Año 2060: 9 382 466
- Año 2070: 8 610 692
- Año 2080: 7 929 465
- Año 2090: 7 265 473
- Año 2100: 6 671 461

Fuente: Cuba - Población 1950 - 2100

## Breve reseña histórica
A la llegada de Cristóbal Colón en 1492, la isla estaba habitada por diferentes grupos poblacionales aborígenes, fundamentalmente siboneyes y taínos, que habían llegado a través de la Florida y el arco de las Antillas Menores respectivamente. Luego de un breve período de despoblamiento que siguió a la fundación de las siete primeras villas, se inició una afluencia masiva de inmigrantes españoles, sobre todo de las capas más bajas de la sociedad que comenzaron a fomentar el cultivo de plantaciones de caña de azúcar y café, entre otros. Varios cientos de miles de negros africanos fueron introducidos en la isla como mano de obra esclava. Así comenzó el proceso de mestizaje de la población, que se va a mantener durante toda la colonia y hasta nuestros días. Al instaurarse la república en 1902, oleadas masivas de gallegos, asturianos y canarios llegaron a Cuba huyendo de la pobreza y las guerras que sacudían a España durante toda la primera mitad del siglo XX. Europeos de distintas regiones también emigraron hacia la isla. Luego del triunfo de la revolución de 1959 de tipo socialista, el panorama y las características migratorias se invirtieron, la emigración hacia Estados Unidos, fundamentalmente por motivos políticos, económicos y familiares, caracterizan toda la etapa revolucionaria cubana. Aunque se dieron algunas migraciones hacia Cuba de rusos y ucranianos, la tendencia fue, y es aún, a emigrar del país.

## Distribución territorial
Cuba está dividida en 15 provincias y un municipio especial, las cuales están divididas a su vez en 168 municipios. El número de municipios es variable en las diferentes regiones y va desde 8 (en las provincias Cienfuegos, Camagüey y Las Tunas) hasta 15 en la capital del país.
La extensión territorial de las provincias presenta grandes diferencias: la ciudad de La Habana con 728,26 km² es la provincia más pequeña, seguida de Mayabeque con 3743,81 km² mientras que Camagüey es la más extensa, con 15 615,0 km².El área de los municipios es diferente en cada provincia: mientras que Centro Habana, en la provincia Ciudad de La Habana, es el de menor extensión, con 2,8 km², Ciénaga de Zapata, en la provincia de Matanzas, es el mayor, con 4520,0 km².
La población cubana se encuentra distribuida de manera desigual a lo largo de toda la nación. La provincia de La Habana, capital del país, es por mucho la más poblada del país, con más de 2,1 millones de habitantes, albergando al 20 % de la población total cubana. La densidad de la población aquí es de más de 2970,8 hab/km². La ciudad es la mayor del Caribe.
Las provincias de Santiago de Cuba y Holguín le siguen en cuanto a población total y densidad, con más de un millón de habitantes cada una.Otra región con importantes concentraciones de habitantes es la que rodea a la capital (provincias de Artemisa y Mayabeque), una región eminentemente agrícola, aunque con varios centros urbanos. Algunas áreas de estas provincias son consideradas en algunas publicaciones como parte de la zona metropolitana de la ciudad, abarcando en su conjunto a más de 3.6 millones de personas.
Entre los 700 000 y poco más de 800 000 habitantes, se clasifican cuatro provincias (Matanzas, Villa Clara, Camagüey y Granma).
Las provincias con menor población son Mayabeque, Cienfuegos, Artemisa, Sancti Spiritus, Ciego de Ávila y Guantánamo, que tienen entre 400 000 y poco más de 500 000 habitantes, y son de las de menor extensión. Las densidades de población brutas varían entre 50,2 hab/km² en Camagüey los más de 2000 habitantes por km² en la ciudad de La Habana.
Desde 1976 hasta el último censo efectuado en el país, el municipio menos poblado es Ciénaga de Zapata con 6577 habitantes (9589 habitantes en el 2011), y el más poblado es Santiago de Cuba, con 492 390 habitantes, en el 2011.

### Urbanidad
En 2009 el 75,4 % de la población del país se distribuye en ciudades y pueblos de carácter urbano; las provincias con índices más bajos de urbanidad son Las Tunas (62,2 %) y Guantánamo (60,5 %), mientras que el 100 % de población de la provincia de La Habana es urbana, seguida de Matanzas con 82,2 %. El municipio Maisí es el más rural (91,59 % en 2009).
A pesar del elevado porcentaje de población urbana, la población rural está distribuida en prácticamente todos los municipios, y se concentra en algunos que conforman espacios de particular interés. Son 32 (19 %) los municipios con más del 50 % de su población rural, y como característica histórica la mayor concentración de ellos se encuentra en las montañosas provincias orientales: en Guantánamo, Granma y Santiago de Cuba, en ese orden.
No obstante, porcentajes muy altos de población rural se encuentran en municipios de llanuras de la parte occidental y centro-oriental del país. Son ejemplos de ellos los contiguos municipios tabacaleros del extremo sur-occidental de la isla de Cuba, San Juan y Martínez y San Luis con 65,46 % y 75,74 % de población rural respectivamente, y los también contiguos municipios de Najasa con 78,95v% y Jimaguayú con 83,70 % en la provincia de Camagüey.

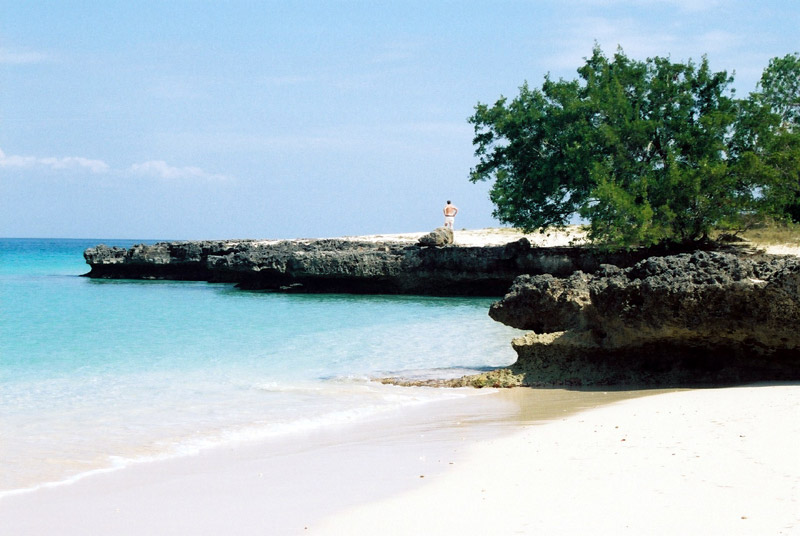
Cayo Saetía, los cayos e islotes que rodean la isla principal del archipiélago cubano, permanecen en su mayoría despoblados.

Según el censo de 2002 existían en Cuba 593 asentamientos urbanos y 6482 rurales. Una distribución semejante de cantidades de población se observa al unir algunos tipos de asentamientos:
- En la capital del país 2 201 610 habitantes.
- En ciudades grandes (más de 100 000 habitantes) 2 214 777 habitantes.
- En pueblos y poblados rurales (menos de 10 000 habitantes) 2 698 414 habitantes.
- En pueblos de entre (10 000 y 20 000 habitantes) 871 823 habitantes.
- Población rural dispersa 835 297 habitantes.

En la provincia de Matanzas, se encuentra Ciénaga de Zapata, el mayor y menos poblado municipio de Cuba, con apenas 9500 habitantes, se trata de una zona pantanosa con apenas 6 hab/km².

### Principales ciudades del país
Las poblaciones que sobrepasaban los 20 000 habitantes en Cuba son consideradas estadísticamente ciudades. Se considera para este fin la población registrada concretamente en el asentamiento urbano y no en el municipio completo en el cual se encuentra ubicada la ciudad.
En el último censo se reportaron 58 ciudades. De ellas una con más de 2 millones de habitantes (La Habana), 12 entre 100 y 500 mil habitantes (llamadas de primer orden), 6 entre 50 y 100 mil habitantes (segundo orden) y 39 entre 20 y 50 mil habitantes (de tercer orden).
Las ciudades de primer orden son Santiago de Cuba (431 272 hab.), Camagüey, Holguín, Guantánamo, Santa Clara, Las Tunas, Bayamo, Pinar del Río, Cienfuegos, Matanzas, Ciego de Ávila y Sancti Spiritus. Todas son capitales provinciales. La ciudad de Manzanillo en la provincia de Granma, con 99 000 hab. en 2012 se encuentra próxima a entrar en esta categoría. Las capitales de las otras dos provincias, creadas en 2011 (Artemisa y San José de las Lajas —provincia Mayabeque—) son ciudades de tercer orden como lo es también la cabecera del municipio especial Isla de la Juventud (Nueva Gerona). No obstante, tanto Artemisa como Nueva Gerona constituyen centros de conurbaciones con más de 50 000 habitantes. Las ciudades de primer y segundo orden con mayor crecimiento en el período de 2002 al 2012 fueron: Las Tunas (13,5 %), Bayamo (8,5 %), Ciego de Ávila (8,1 %), Morón (10,9 %) y Cárdenas (10,1 %). Entre las ciudades de tercer orden las de mayor crecimiento fueron: San Cristóbal (12,3 %), Niquero (12,1 %), Bauta (11,4 %), San José de las Lajas (10,3 %) y Baracoa (9,9 %).

## Composición étnica

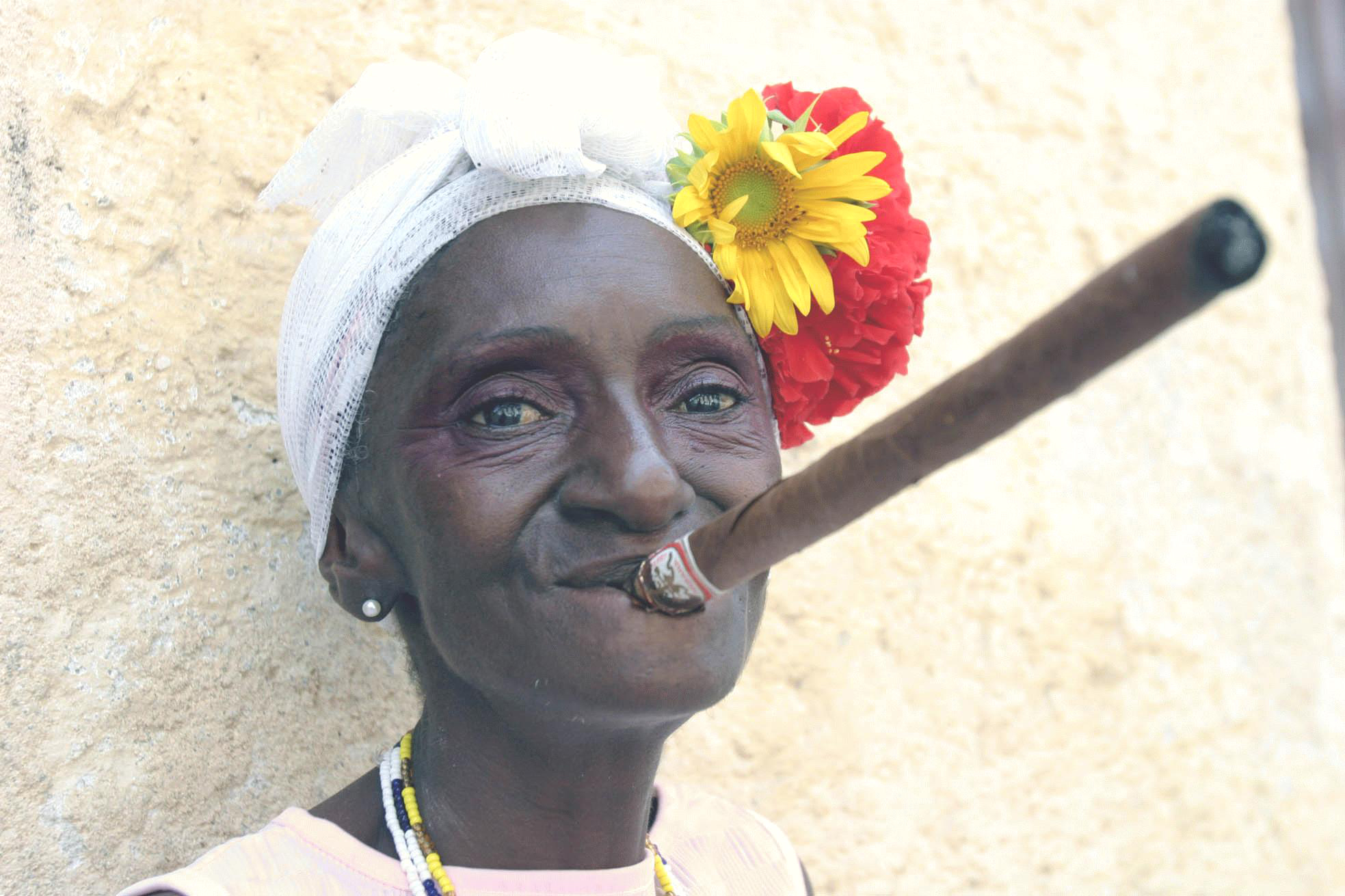
Los negros y mestizos son un importante componente de la población en Cuba.

Definir la composición étnica o racial más allá del color aparente de la piel y la percepción del propio individuo en un país como Cuba es una tarea prácticamente imposible y estéril. La composición racial en 2002 era de 7 271 926 blancos, 2 778 923 de mulatos y 1 126 894 de negros respectivamente. La población china en Cuba desciende en su mayoría de trabajadores contratados que llegaron en el siglo XIX para construir los ferrocarriles y trabajar en las minas. Después de terminar sus contratos, muchos de estos trabajadores se quedaron en Cuba porque no podía pagar el pasaje de vuelta a China.
| Censo oficial de 2011 | Censo oficial de 2011 | Censo oficial de 2011 | Censo oficial de 2011 | Censo oficial de 2011 | Censo oficial de 2011 |
| Raza                  | Total                 | Hombres               | Mujeres               | % del Total           |                       |
| --------------------- | --------------------- | --------------------- | --------------------- | --------------------- | --------------------- |
| Blancos               | 7 160 399             | 3 549 489             | 3 610 910             | 64,12 %               |                       |
| Mulatos               | 2 972 882             | 1 478 591             | 1 494 291             | 26,62 %               |                       |
| Negros                | 1 034 044             | 542 745               | 491 299               | 9,26 %                |                       |
| Orientales            | n/d                   | n/d                   | n/d                   | n/d %                 |                       |
| Censo oficial de 2002 |                       |                       |                       |                       |                       |
| Raza                  | Total                 | Hombres               | Mujeres               | % del Total           |                       |
| Blancos               | 7 271 926             | 3 618 349             | 3 653 577             | 65,05 %               |                       |
| Mulatos               | 2 658 675             | 1 385 008             | 1 393 915             | 23,84 %               |                       |
| Negros                | 1 126 894             | 593 876               | 533 018               | 10,08 %               |                       |
| Orientales            | 112 268               | 56 098                | 56 170                | 1,02 %                |                       |
| Censo oficial de 1953 |                       |                       |                       |                       |                       |
| Raza                  | Total                 | Hombres               | Mujeres               | % del Total           |                       |
| Blancos               | 4 243 956             | 2 172 933             | 2 071 023             | 72,8 %                |                       |
| Mulatos               | 843 105               | 418 009               | 425 096               | 14,5 %                |                       |
| Negros                | 725 311               | 379 107               | 346 204               | 12,4 %                |                       |
| Orientales            | 16 657                | 15 106                | 1551                  | 0,3 %                 |                       |

La ascendencia de los cubanos blancos (65,05 %) proviene principalmente de los españoles. Durante los siglos XVIII, XIX y primera parte del siglo XX, especialmente, grandes olas de canarios, gallegos, asturianos y catalanes emigraron de España a Cuba. Otras nacionalidades europeas que inmigraron fueron los británicos (entre los cuales, estaban los escoceses), los rusos, los polacos, los portugueses, los rumanos, los italianos, los griegos, los franceses, los alemanes y los irlandeses. Hay un pequeño remanente de una comunidad judía. También hay afluencia significativa de etnias de diversos pueblos de Oriente Medio, especialmente libaneses, palestinos, turcos y sirios.
Los afro-cubanos componen 10,08 % al 23,84 % de la población. Sus orígenes se encuentran principalmente en los kongo, un pueblo de África Central.
Los cubanos de origen asiático representan el 1 % de la población. En su mayoría son de origen chino, japonés o coreano.
De los taínos quedan pocos restos. Se dice que representan el 1,02 % de la población cubana, establecidos en zonas apartadas de Guantánamo. Algunos indios americanos de los Estados Unidos se establecieron en Cuba en el siglo XIX (en particular, los cherokee, choctaw y seminole). No hay cifras exactas sobre sus descendientes actuales.
La población total en el censo oficial de 1953 era 5 829 029 personas. La población de Cuba tiene orígenes muy complejos y los matrimonios mixtos entre los diversos grupos es tan general que se aplicará esta norma (metodología y fuentes estadounidenses).

## Dinámica demográfica
El ritmo de crecimiento poblacional lleva visiblemente desde las tres últimas décadas una pendiente decreciente, la mayoría de las cifras cubanas en el aspecto social de la demografía, son comparables sólo con países europeos altamente desarrollados. De acuerdo con los últimos datos emitidos por el O.N.E. (Oficina Nacional de Estadísticas de Cuba), la tasa bruta de natalidad alcanzó la cifra en 2009 de 11,6 ‰, en tanto que la tasa bruta de mortalidad fue del 7,7 ‰ registrándose un crecimiento natural de 3,9 ‰. La tasa de migración viene desde hace años siendo negativa y en 2009 fue de -3,3 ‰, por lo tanto el crecimiento total de la población fue de apenas el 0,6 ‰ (0,06 %).
La mortalidad infantil de 4,8 ‰ en 2009, fue la más baja de todo el continente americano, por debajo incluso de las tasas de Estados Unidos y Canadá. Cuba viene registrando tasas cada vez menores desde la llamada Revolución cubana de 1959.

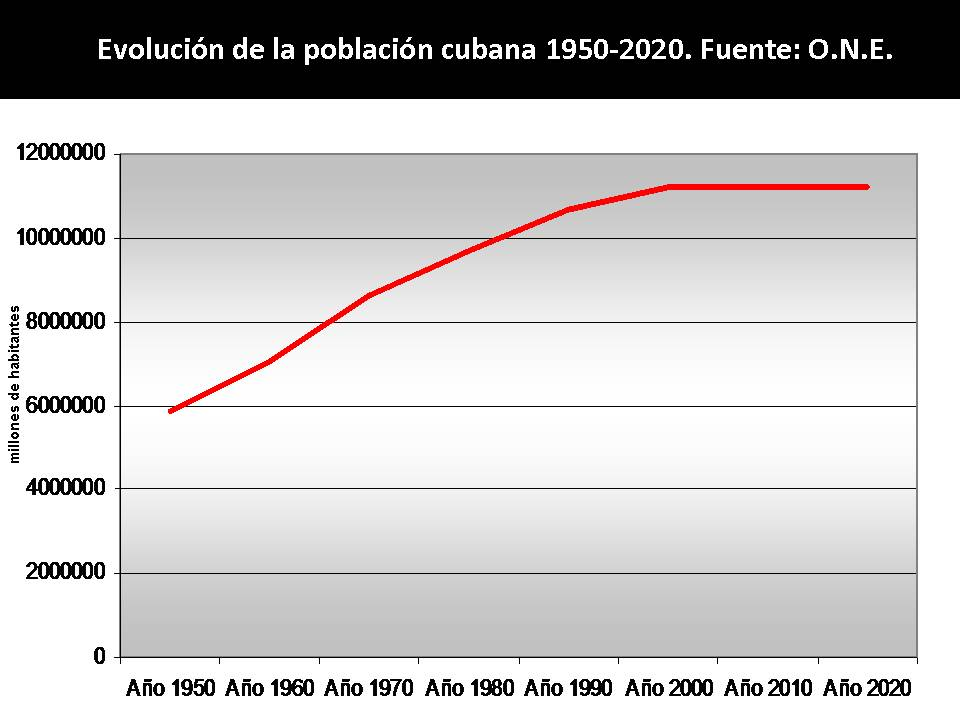
Evolución de la población 1950-2020. Fuente: O.N.E.

Otra de las características de la población cubana es que la tasa global de fecundidad se encuentra desde hace años, por debajo del límite de reemplazo generacional de 2,1 hijos por mujer. En 2009 la tasa fue de 1,70 hijos por mujer, la más baja de América Latina. A su vez, la esperanza de vida en Cuba, también se encuentra entre los 78 años. 
Las variables demográficas en Cuba tienen un comportamiento generalmente homogéneo, aunque se destacan algunas provincias y ciudades en algunos indicadores específicos. La ciudad de La Habana, con una densidad poblacional extremadamente alta, presenta, en el municipio plaza de la Revolución, el distrito más envejecido de todo el país. La provincia de Las Tunas, en el oriente cubano es la que posee la mayor esperanza de vida de todo el país con 79,28 años, mientras que la ciudad capital presenta un indicador casi tres años menor con 76,28 años.
En cuanto a la mortalidad infantil la provincia que más se destaca es Holguín, con apenas el 3,3 ‰.
La tasa bruta de reproducción fue de 0,82 hijas por mujer en 2009, por debajo del valor de 1, panorama que se presenta en todas las provincias cubanas.

### Estructura de la población
| Población entre 0 y 14 años  | 18,2 % |
| Población entre 15 y 64 años | 70,2 % |
| Población de 60 años o más   | 16,3 % |
| Población de 65 años o más   | 11,6 % |

Distribución por edades.

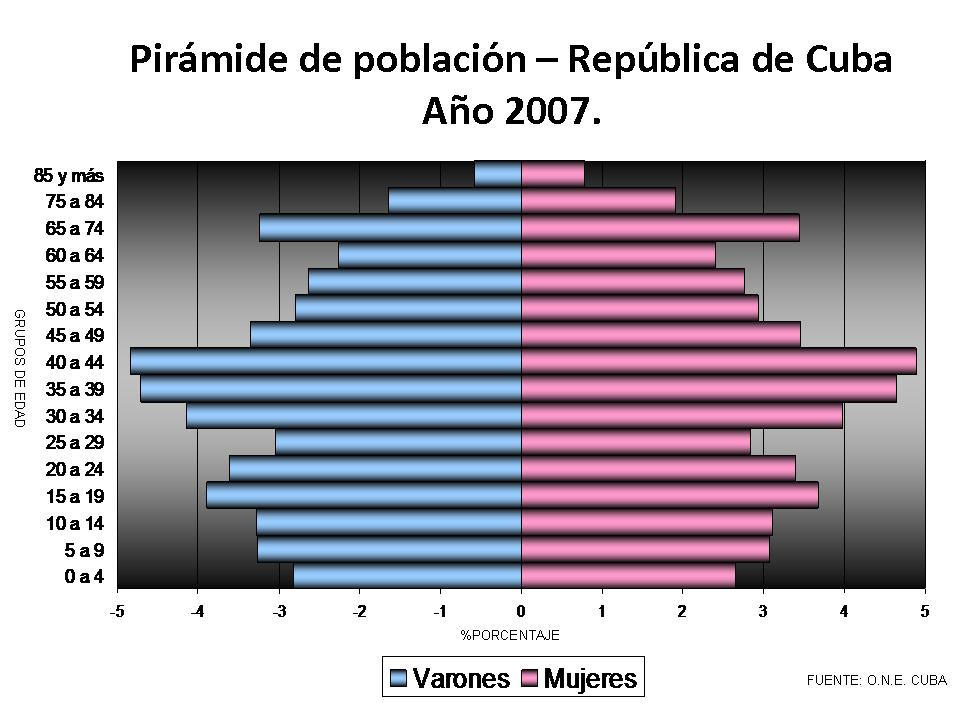
Pirámide poblacional de Cuba (2007). Fuente: O.N.E.

Según estimaciones de la O.N.E. para 2007, la población de 65 años o más correspondería al 11,6 % del total y la de 60 años o más, al 16,3 %, haciendo que Cuba sea el segundo país más envejecido de América Latina después de Uruguay. A su vez, con el correr de las décadas, se nota un paulatino descenso de la población entre 0 a 14 años, representando el 18,2 %.
La edad promedio de la población es de 37,3 años, con unos 38 años para las mujeres y 36,6 para los hombres. Recientes estudios han confirmado que para el año 2025, la isla será el país más envejecido de la región y uno de los 25 más envejecidos en todo el mundo.
En la región, Cuba integra junto a la Argentina, Chile y Uruguay, el grupo de países con una transición demográfica avanzada, caracterizada por poblaciones con natalidad y mortalidad moderada o baja, lo que se traduce en un crecimiento natural bajo, del orden del 1 %, aunque el crecimiento total de la población cubana rondó el 0,06 % en 2009.
La pirámide de población (2007), confirma el descenso sostenido de la fecundidad a lo largo de las últimas décadas, sumada a un progresivo envejecimiento poblacional, por el aumento de la esperanza de vida. Esto último se refleja en la similitud de la base de la pirámide y la cúspide.
Distribución por sexos. Según datos de la Oficina Nacional de Estadísticas, en 2009 había un 49,9 % de mujeres, y un 50,1 % de hombres.
Distribución urbana/rural.
- Población urbana: 75,4 %
- Población rural: 24,6 %[31]

### Inmigración
Se considera que unos 8 350 franceses emigraron entre 1790 y 1809, cuya mayor parte se asentó en la zona oriental de la isla.
Después de la fundación de la república en 1902, una considerable migración llegó desde la península ibérica a la isla, entre ellos algunos exsoldados españoles que habían participado en las guerras de independencia, y sin embargo, esto nunca fue un obstáculo para el respeto y el afecto de los cubanos, que siempre han estado orgullosos de sus orígenes hispanos.
La inmigración ha sido y es un fenómeno que ha influido de manera importante en la demografía cubana. Durante la primera mitad del siglo XX, Cuba era considerada un país de inmigración, grandes oleadas de españoles, provenientes de regiones como Galicia, Islas Canarias y Asturias llegaron al país buscando mejoras económicas. Desde el resto del Caribe, la emigración hacia la isla fue sobre todo de jornaleros jamaicanos y haitianos en un número que rondó los 50 mil, que trabajaban durante la época de la zafra de la caña de azúcar.
Tras el triunfo de Fidel Castro, y la transformación al socialismo, el fenómeno prácticamente deja de existir y se reorienta geográficamente, pues la mayoría de los que viajaron a Cuba, para vivir en las últimas décadas del siglo, procedían fundamentalmente de países del antiguo campo socialista, rusos y ucranianos mayoritariamente. En 2008 la comunidad rusa (incluidos los descendientes directos), sumaba a unas 6000 personas, que radicaban en su mayoría en la capital.

### Emigración

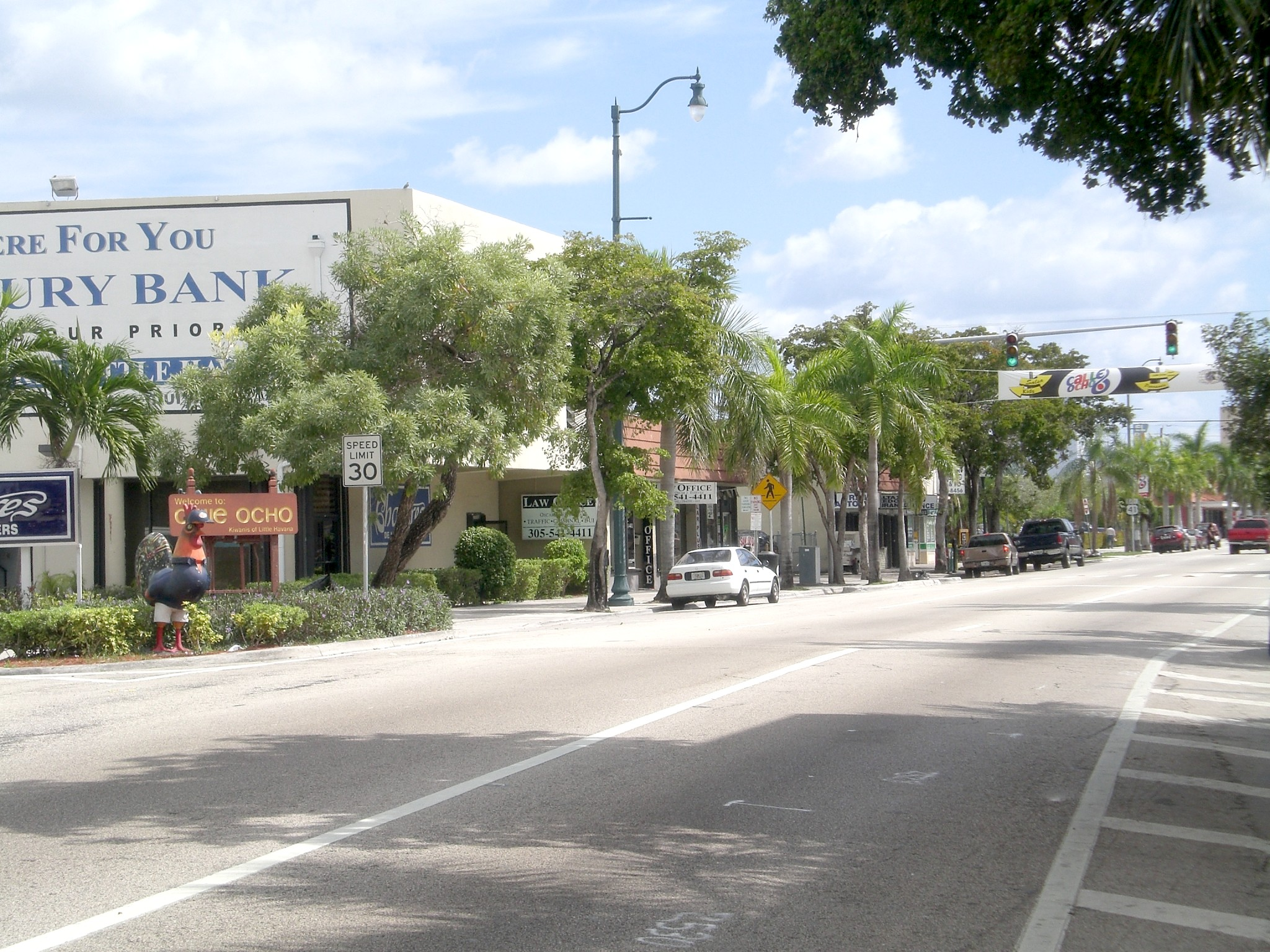
La Calle Ocho, de Little Havana, en Miami, lo más representativo de los cubanos emigrados en EE. UU.

La emigración se agudizó después del triunfo de la autodenominada revolución cubana de 1959. Los Estados Unidos acogen el mayor número de cubanos fuera de Cuba; en ese país residen alrededor de 1,52 millones, sobre todo en Miami y otras ciudades importantes de Florida, así como en Union City y Nueva York. Comunidades más pequeñas de cubanos viven en otros países alrededor del mundo, especialmente en América Latina y Europa —especialmente en España con 82 596, en Italia con 17 947 y en el Reino Unido, con alrededor de 10 000—. Hay alrededor de 5000 a 10 000 en Canadá, de 6000 a 8000 en México, y en Brasil 761.
En diciembre de 2008, España comenzó a aceptar solicitudes de ciudadanía de los descendientes de personas que fueron al exilio después de su brutal Guerra civil de 1936-39, debido a una ley de 2007 destinada a abordar el doloroso legado del conflicto. Según la ley, los descendientes tendrían hasta diciembre de 2010, para presentarse en la embajada española en su país de origen y entregar la documentación que acredite sus padres o abuelos huyeron de España entre 1936 y 1955. Además, los solicitantes no necesitan renunciar a su ciudadanía actual. De acuerdo con la Ley de la Memoria Histórica en el Consulado del Reino de España en La Habana se habrían presentado cerca de 200 000 solicitudes, la mitad de las cuales estarían resueltas satisfactoriamente.

### Migración interna
Al igual que en muchos países del llamado Tercer Mundo, en Cuba está presente el fenómeno de migración interna, en su mayoría del campo a la ciudad y del oriente al occidente del país. A pesar de las políticas de industrialización y desarrollo llevadas a cabo en el este de la isla. Una importante masa de personas emigra hacia el occidente, mayoritariamente hacia La Habana, en busca de mayores salarios y posibilidades de negocios. Esto se vio reflejado en el último censo de 2002, en el que se mostró que aproximadamente el 30 % de la población cubana, alrededor de 3,4 millones de habitantes, reside en un lugar distinto al de su origen.
En las provincias orientales vio la luz primera el 40,7 % de los cubanos, aunque 916 241 han emigrado hacia otras provincias y a la capital 327 818.

### Transición demográfica
El caso de Cuba es el más preocupante del continente americano, este es el primer país en llegar a tope del Hemisferio Occidental, en 2004 la población alcanzó los 11,3 millones y desde 2007 ya decrece con tasas que varían anualmente del -1 % a -4 %. Los principales factores de la disminución de la población cubana son la débil tasa de fecundidad, el envejecimiento de la población (ya notable desde 1980), y la emigración hacia Estados Unidos. Se prevé que para el año 2020 Miami sea la ciudad con mayor número de cubanos, superando incluso a la propia ciudad de La Habana. Los ritmos de desaceleración varían según las proyecciones: entre 2010 y 2040 descenderían entre el 6 % y el 11 %; 2050 será la década con una desaceleración mayor, pues la población descenderá entre el 12 % y el 21 %. Sin embargo, entre el 2070 y el 2080 se moderarán y descenderán entre el 2 % y el 4 %, mientras que para el 2090 se prevé que la tendencia cambie y la población vuelva a aumentar, con proporciones de entre el 1 % y el 5 %, aunque se desconocen las razones por las que esto sucederá. Hacia 2100 el país cerrará con aproximadamente 5 001 009 habitantes, de los cuales el 69% serán personas de tercera edad (disminuyendo levemente del 74 % en 2080). Aparte de esto, la evolución de la población a partir de la segunda mitad del Siglo XXI, muestra resultados interesantes, con una disminución de la población total y un aumento muy significativo de la población de la tercera edad, lo que muestra que la población en un futuro cercano dependerá de las personas de tercera edad, y a medida que mueran por razones de edad, también afectara en gran medida a la disminución de la población (porcentualmente éstos van a aumentar gradualmente).
| Año  | Población total | Población mayor de 60 | Porcentaje |
| ---- | --------------- | --------------------- | ---------- |
| 2000 | 10 725 000      | 1 726 725             | 16,1 %     |
| 2025 | 9 524 000       | 2 752 436             | 28,9 %     |
| 2050 | 6 110 000       | 2 468 440             | 40,4 %     |

### Evolución de la población
En 1492 había al menos 100 000 habitantes. El primer censo oficial, de 1774, arrojó un total de 171 620 habitantes. Recién en 1841 un censo supera el millón de habitantes.
Desde 1492 hasta 1870 fueron introducidos en la isla cerca de 702 000 negros. En 1800 había unos 130 000 negros sobre una población total de 350 000 habitantes, mientras que en 1848 había en Cuba alrededor de 400 000 esclavos.
| Año censal | Población total del país | Tasa anual de crecimiento intercensal (*) | Relación de masculinidad (**) |
| ---------- | ------------------------ | ----------------------------------------- | ----------------------------- |
| 1774       | 171 620                  | —                                         | N/D                           |
| 1792       | 273 979                  | 25                                        | N/D                           |
| 1817       | 553 033                  | 27                                        | N/D                           |
| 1827       | 704 487                  | 24,1                                      | N/D                           |
| 1841       | 1 007 624                | 26                                        | N/D                           |
| 1861       | 1 366 232                | 15,1                                      | N/D                           |
| 1877       | 1 509 291                | 6,2                                       | N/D                           |
| 1887       | 1 609 075                | 6,4                                       | N/D                           |
| 1899       | 1 572 797                | -0,2                                      | N/D                           |
| 1907       | 2 048 980                | 33,1                                      | 1103                          |
| 1919       | 2 889 004                | 29,1                                      | 1127                          |
| 1931       | 3 962 344                | 26,1                                      | 1131                          |
| 1943       | 4 778 583                | 15,9                                      | 1096                          |
| 1953       | 5 829 029                | 21,1                                      | 1050                          |
| 1970       | 8 569 121                | 21,6                                      | 1052                          |
| 1981       | 9 723 605                | 11,4                                      | 1022                          |
| 2002       | 11 177 743               | 6,6                                       | 1003                          |

(*) Por cada mil habitantes

(**) Varones por cada mil mujeres
En la estimación de población de julio de 2010, Cuba tenía 11 477 459 de habitantes, con un crecimiento anual del 0,217 % y una relación de masculinidad de 0,99 hombres por cada mujer.

## Religión
La religión predominante es el cristianismo católico, pero también proliferan diferentes denominaciones protestantes tales como los evangélicos pentecostales, bautistas, adventistas, testigos de Jehová cuya actividad fue restringida e incluso perseguida hasta 1994, metodistas, presbiterianos, etc. Paralelamente la santería, o regla de Ocha, se ha establecido como religión reconocida.[cita requerida]
Antes de 1959, el 85 % de la población se consideraba católica, en la actualidad la cifra ronda el 40 %. Por otro lado, más del 50 % de los cubanos se considera no creyente o ateo. Cada vez aumenta menos el número de protestantes, sean de la denominación que sean. Una religión ampliamente difundida es la santería, de raíces africanas, fundamentalmente yoruba, pero con alto grado de influencia autóctona cubana y sincretismo con el catolicismo. Es practicada por distintas capas de la población independientemente de su origen étnico o racial.
La libertad de culto está recogida en la constitución cubana, que también establece la separación de la Iglesia del Estado. Desde la visita que realizara Juan Pablo II en 1997, las relaciones del gobierno con las autoridades eclesiásticas han mejorado ostensiblemente, muestra de ello es la recuperación del día de Navidad como festivo después de casi tres décadas de su suspensión.

## Otros datos demográficos
- Cuba tiene el mayor índice de divorcio de Iberoamérica.[50]
- Cuba tiene uno de los mayores índices de abortos del mundo.[51]
- El nivel educacional promedio de la población adulta es de 9 grados de estudios.[52]

- Población económicamente activa: 4,4 millones de personas, casi un 50 % del total de esas edades, con una tasa oficial de desempleo del 3 %, aunque otras fuentes lo estiman en el 30 % partiendo de las cifras informadas por Cuba a la OIT al ser elegida como miembro de su Consejo de Administración. Con un alto nivel técnico y profesional.[39]

- Más del 18 % de la población económicamente activa tiene un alto nivel educacional en especialidades como medicina, educación, economía, profesiones técnicas, ciencias sociales, entre otras especialidades. Cuba exporta a varios países los servicios de sus profesionales, como Venezuela, Bolivia, Brasil, Sudáfrica, Angola, entre otros, siendo la exportación de servicios profesionales la principal fuente de divisas del país.[53]

- Cuba es uno de los países del mundo que más profesionales y técnicos pierde por concepto de fuga de cerebros (emigración); este personal emigra fundamentalmente hacia Estados Unidos y Europa. En los últimos 30 años emigraron desde Cuba cerca de 15 000 médicos, más de 10 000 ingenieros, y más 25 000 licenciados en distintas especialidades; así como un sinnúmero de técnicos medios y obreros calificados.[54]

- El 95,5 % de las viviendas están electrificadas (en las zonas urbanas llega al 99,6); el 96,4 cuenta con local para cocinar; y el 91,3 de ellas y el 92,6 de la población, tiene servicios sanitarios dentro o fuera del alojamiento.[55]

- Habitantes por encima de 100 años: 1541, el 0,016 % de la población.[56]